# Justicia betonica
Justicia betonica är en akantusväxtart som beskrevs av Carl von Linné. Justicia betonica ingår i släktet Justicia och familjen akantusväxter. Inga underarter finns listade i Catalogue of Life.

## Bildgalleri

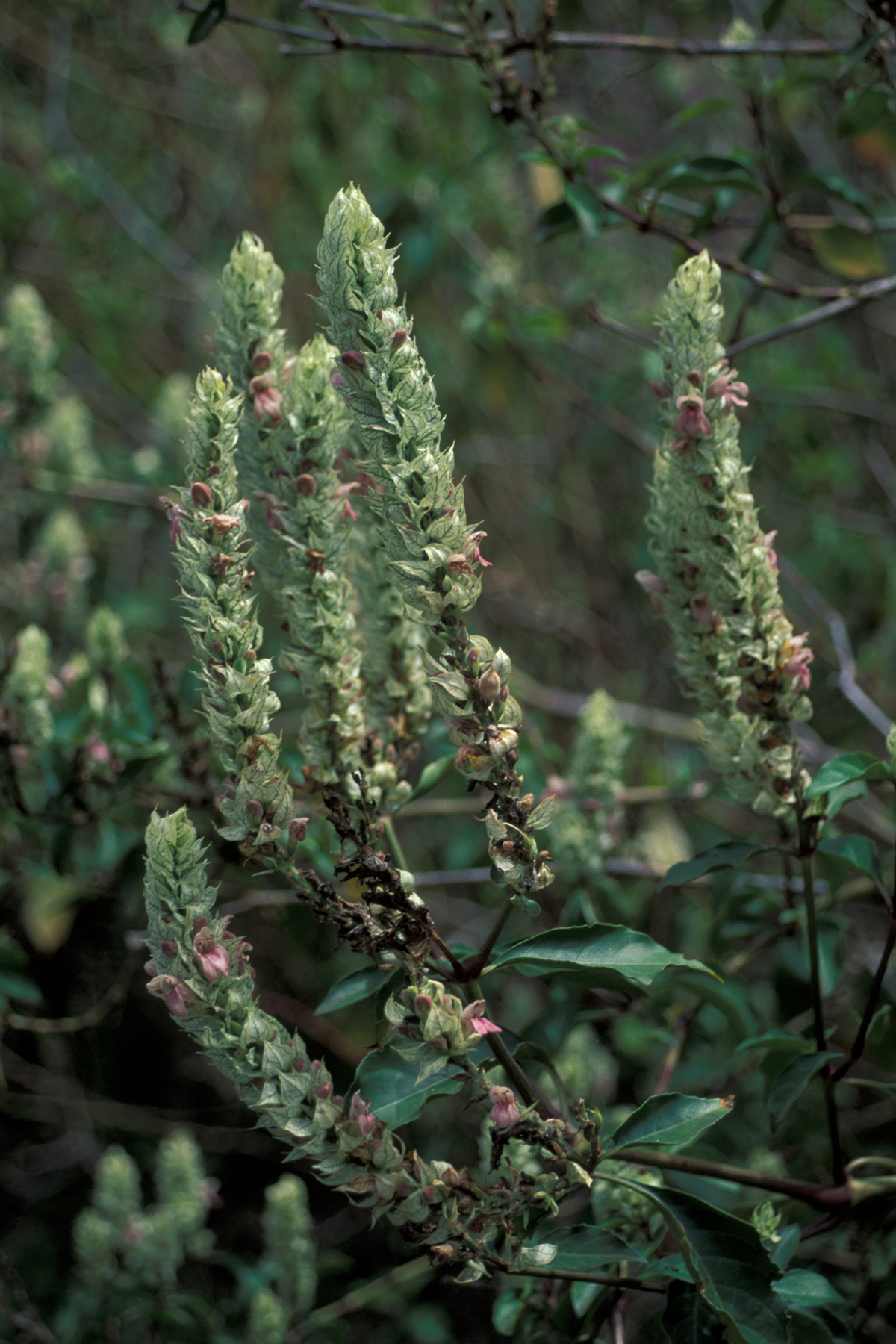
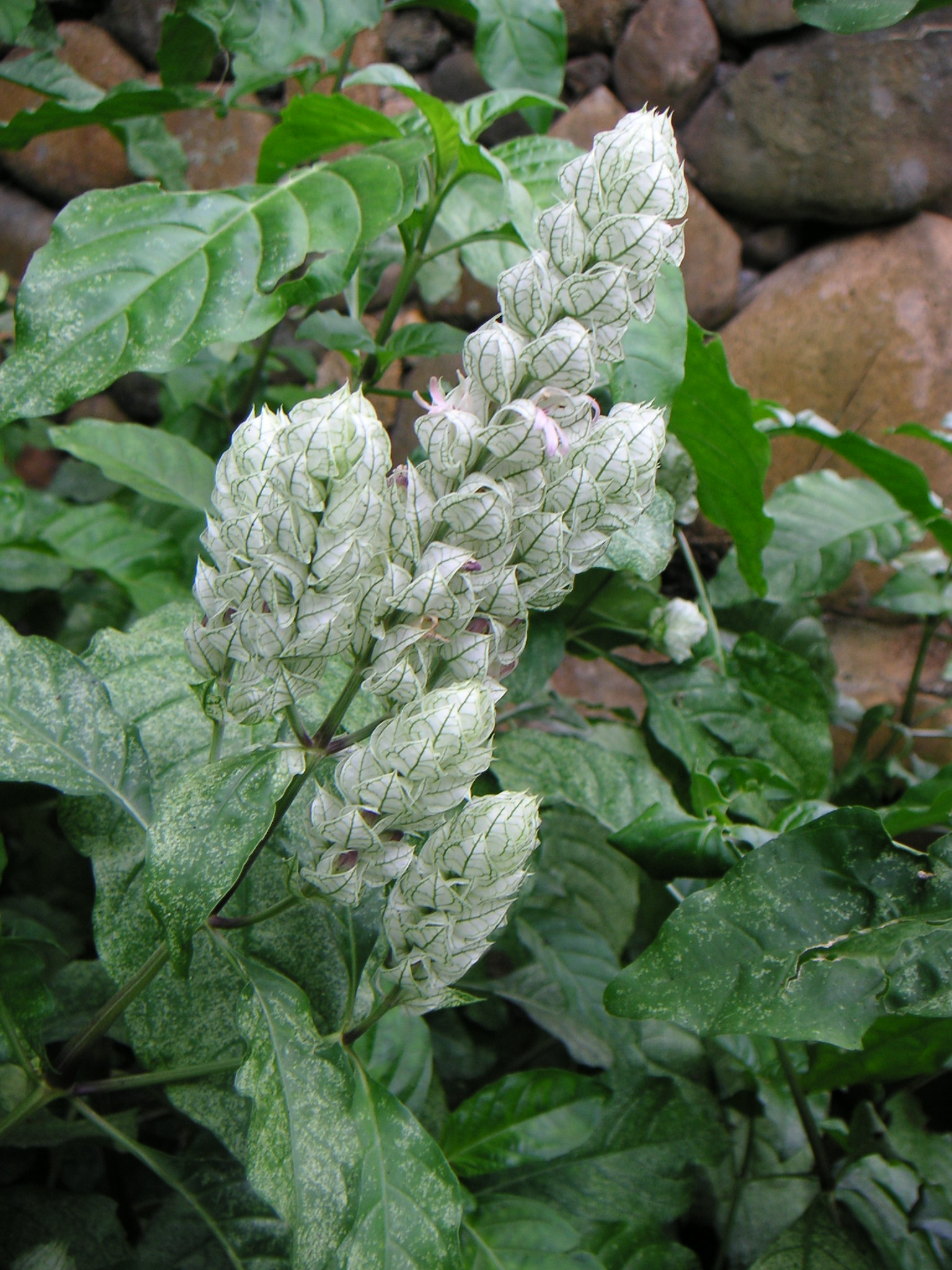
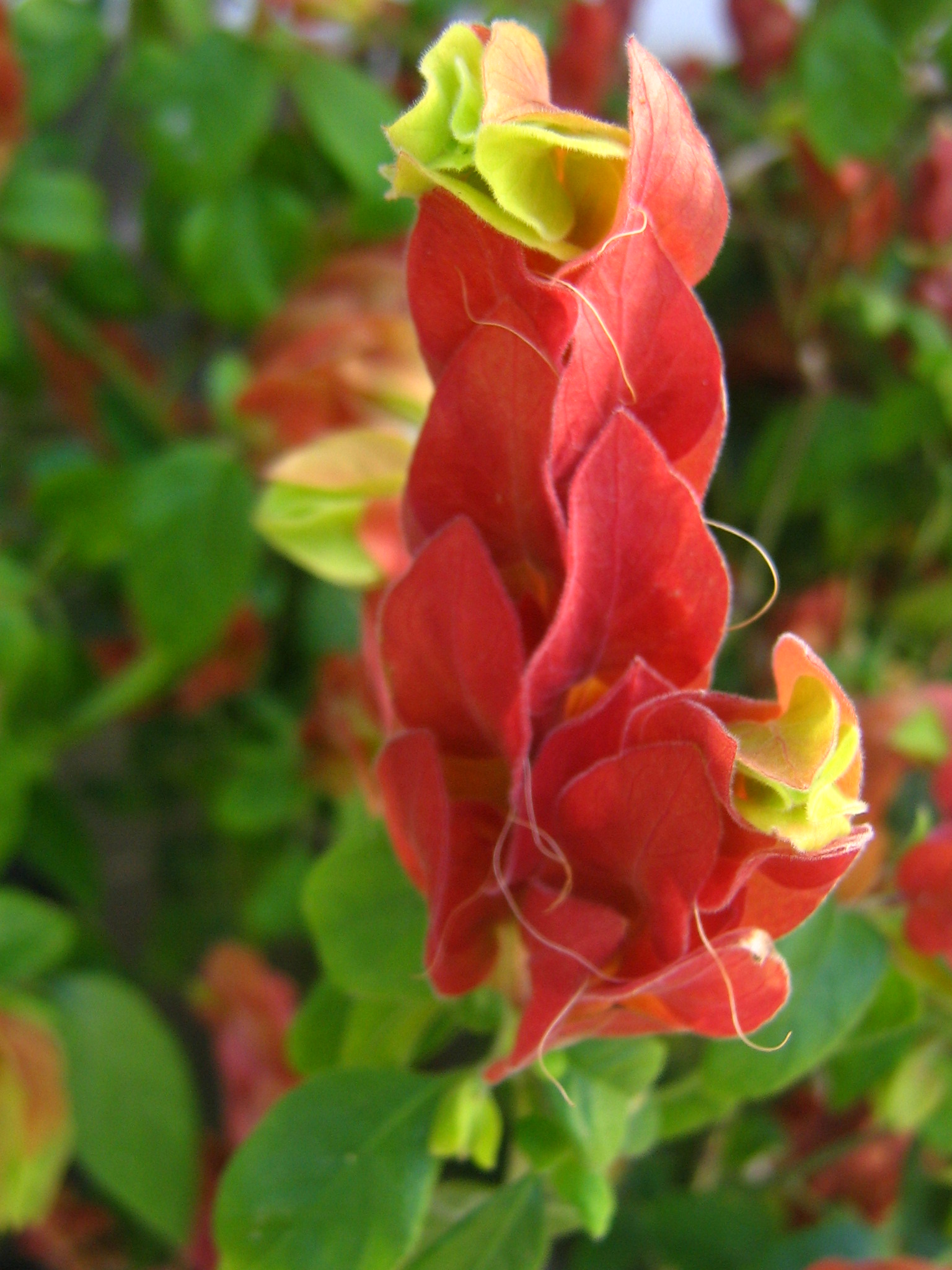
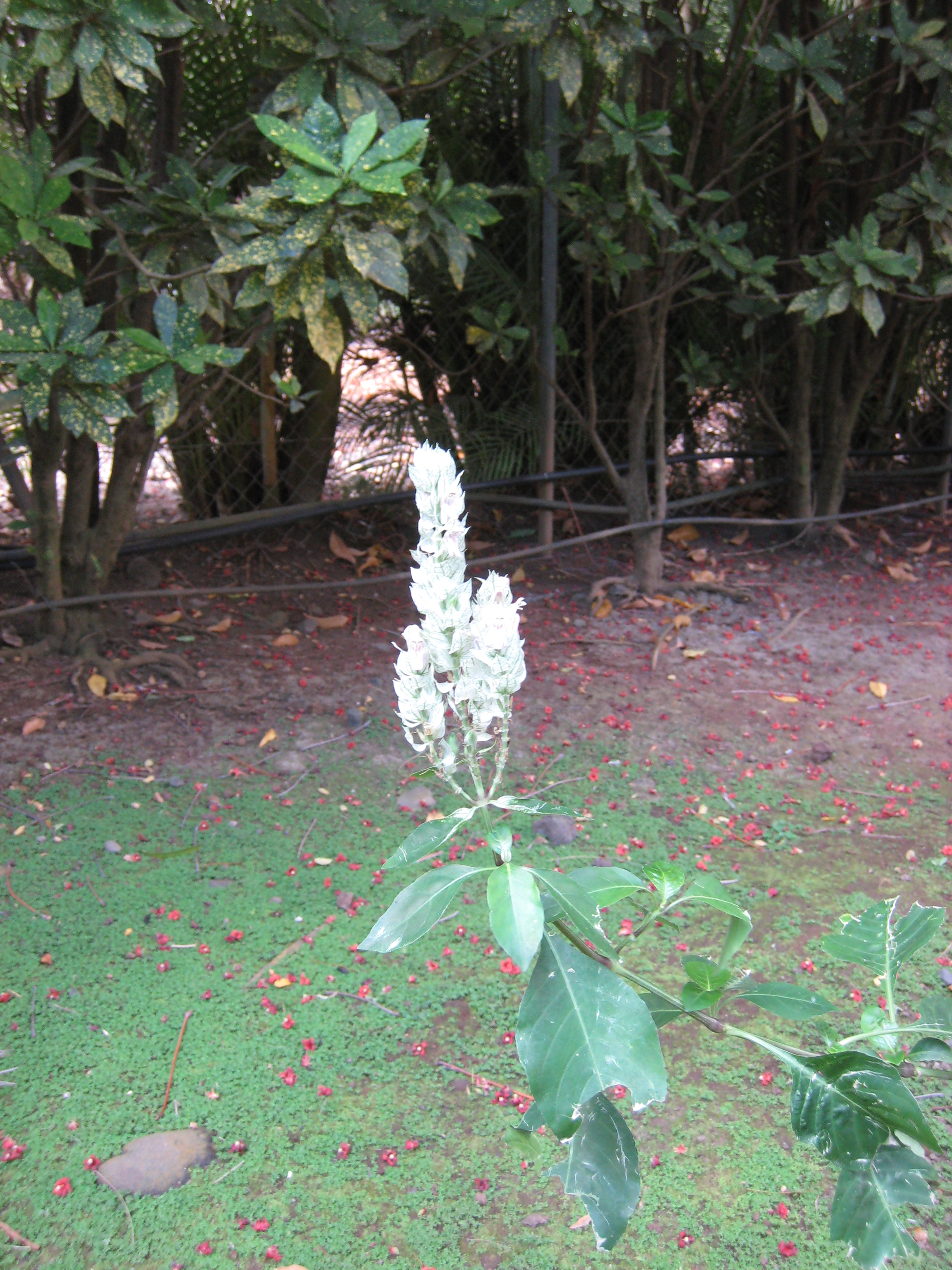